# Pretorio

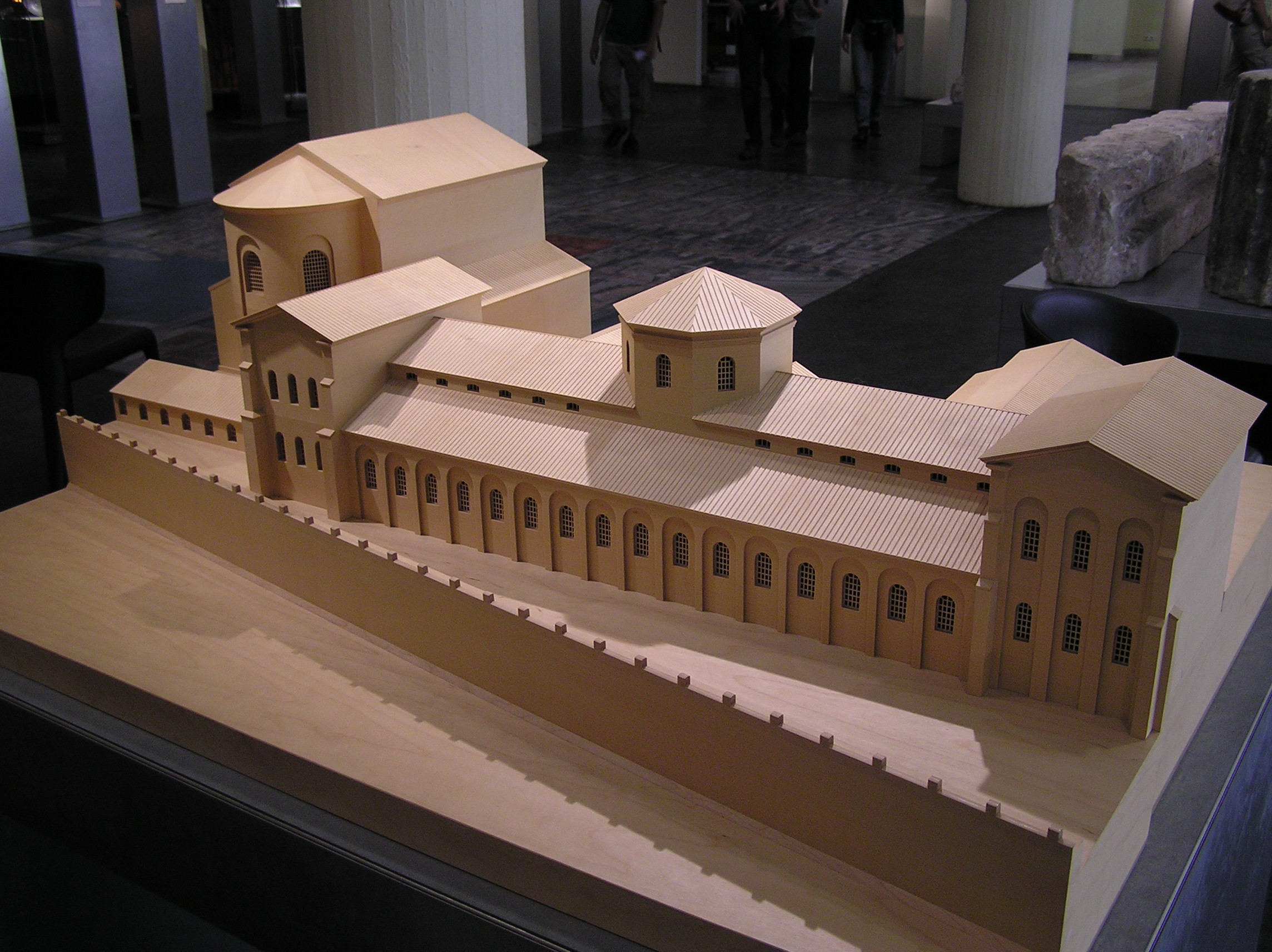
Modelo del Pretorio en la Colonia romana. Ocupaba una superficie de cerca de 3½ hectáreas y debió ser una de las mayores edificaciones de la Germania Inferior.

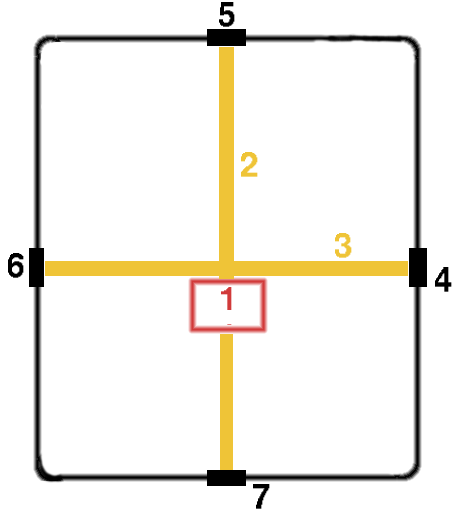
Mapa de un castrum con: 1 Praetorium 2 Via Praetoria 3 Via Principalis 4 Porta Principalis Dextra (puerta derecha) 5 Porta Praetoria (puerta principal) 6 Porta Principalis Sinistra (puerta izquierda) 7 Porta Decumana (puerta trasera).

El pretorio (en latín, praetorium) era el nombre de la tienda de un general romano dentro del campamento o castrum. El término deriva del pretor, uno de los principales magistrados romanos durante la República.
Posteriormente el pretorio fue utilizado como residencia del procurador (gobernador) de la provincia romana. El término era usado asimismo para el cuartel general del emperador.
La palabra (también escrita como praetorium o pretorium) dio origen al griego tardío praitórion, con el mismo significado de cuartel general.
Praetor ("líder") fue en principio el título de uno de los funcionarios de más alto nivel de la República romana, pero ulteriormente se convirtió en la posición directamente inferior en rango al cónsul. La guardia personal de un general era conocida como la cohors praetoriae (cohorte pretoriana), de la cual nació la Guardia Pretoriana, la guardia personal del emperador.

## Connotaciones cristianas
En el Nuevo Testamento, se denomina Pretorio a la residencia del procurador de Judea: Poncio Pilato, en Jerusalén. Se discute si se refiere a la Fortaleza Antonia, ubicada al norte del Templo, o al Palacio de Herodes, situado al oeste. Según los evangelios,  Jesus fue azotado, juzgado y condenado a muerte por crucifixión en el Pretorio.